# THE ROADKILLERS -artist selection by DIR EN GREY
『THE ROADKILLERS -artist selection by DIR EN GREY』（ザ・ロードキラーズ・アーティスト・セレクション・バイ・ディル・アン・グレイ）は、日本のロックバンドDIR EN GREYがセレクションした、海外メタルバンドのコンピレーションオムニバスアルバムである。2008年9月10日発売。発売元はROADRUNNER JAPAN。

## 概要
日本のアーティストが厳選したコンピレーションシリーズ「THE ROADKILLERS」の第一弾。DIR EN GREYのメンバーが選曲した海外メタルバンドのコンピレーションアルバム。そのため、今作品にはDIR EN GREYの音源は一切収録されていない。ライナーノーツにはDIR EN GREYのメンバーと音楽ライター増田勇一による対談模様が書かれている。
なお、2008年10月15日に発売された「THE ROADKILLERS」の第二弾は、BEAT CRUSADERSのメンバーが選曲している。

## 収録曲
1. I Will Never Let You Down / CALIBAN
2. My Curse / KILLSWITCH ENGAGE
3. Struck A Nerve / MACHINE HEAD
4. Beneath The Machine / SANCTITY
5. The Howling / WITHIN TEMPTATION
6. My Pleasant Torture/ ILL NINO
7. Ghost Of Perdition / OPETH
8. War / JUNKIE XL
9. Fiend / COAL CHAMBER
10. Coma America / AMEN
11. Screams Turn To Silence / THE AGONY SCENE
12. Tree Of Pain / SOULFLY
13. Sad Lisa/ 36 CRAZYFISTS
14. Reborn / STONE SOUR